# Реберг, Ганс-Михаэль
Ганс-Михаэль Реберг (нем. Hans-Michael Rehberg; 2 апреля 1938, Фюрстенвальде, Бранденбург, Третий Рейх — 7 ноября 2017, Берлин) — немецкий актёр театра, кино и телевидения, режиссёр. Актёр озвучивания. Один из известнейших немецких театральных актёров.

## Биография
Родился в многодетной семье писателя и драматурга Ганса Реберга. Не окончив школу, стал обучаться актёрскому мастерству в Университете искусств Фолькванг в Эссене (1956—1958).
Дебютировал на сцене театра в Крефельде. Затем играл в театре Residenztheater в Мюнхене. С 1973 г. вступил в труппу Баварского государственного театра, с 1976 г. работал в качестве режиссёра и актёра в Гамбургском «Schauspielhaus».
Реберг играл почти на всех известных немецкоязычных сценах: Венский Бургтеатр, Гамбургский театр «Талия», Гамбургский Немецкий театр, Freie Volksbühne Берлин, Зальцбургский фестиваль.
Снимался в кино и на телевидении, стал известен широкой публике благодаря своим участием в сериалах и фильмах. За свою карьеру участвовал в съёмках 168 кино- , телефильмах и сериалах.
Получил несколько наград за свою работу. Свою последнюю роль в кино сыграл в 2016 году в литературной экранизации «Gleißendes Glück».

## Избранная фильмография
- 2022 — Римини — отец
- 2015—2019 — Оттенки греха — Карл-Хайнц Гронау
- 2014 — Тёмная долина — Бреннер, отец
- 2014—1864 — Фридрих фон Врангель
- 2012 — Стена — окаменевший мужчина
- 2011 — Мой лучший враг — Карел Бринек
- 2010 — Гёте — судья Каммермайер
- 2009 — Лулу и Джими — фон Оппельн
- 2006 — Моцарт — я составил бы славу Мюнхена
- 2004 — Космический дозор. Эпизод 1 — Регулятор Рогул
- 2003 — Пастор Браун — епископ Хеммельрат
- 2001 — Семья Манн — Столетний роман — профессор Боргезе
- 2000 — Обыкновенный человек
- 1998 — Кампус
- 1998 — Бал в опере
- 1996 — Комиссар Рекс
- 1995 — Убийца
- 1993 — Список Шиндлера — Рудольф Хёсс
- 1993 — Гибель «Луконы»
- 1992—2006 — Закон Вольфа
- 1988 — Ленин: поезд
- 1986 — Штаммхайм — главный прокурор
- 1986 — Роза Люксембург — Вальдемар Пабст
- 1985 — Охранник Шмутц — главный контролер
- 1985 — Наступление настоящего на остальное время — господин фон Герлах
- 1982 — Пармская обитель — дель Донго, маркиз
- 1980 — Берлин, Александерплац
- 1978—2020 — Специальная комиссия
- 1976—1991 — Деррик
- 1971 — Школьный сторож

## Награды
- 1968: Государственный актёр Баварии
- 1994: Австрийская театральная премия Kainz Medal
- 1999: Театральная премия им. Гертруды-Эйсольдт-Ринг
- 2000: Баварская телевизионная премия
- 2015: Премия Немецкой академии телевидения